# ثلث خنيز (الرقة)
ثلث خنيز قرية سورية تتبع ناحية مركز الرقة في منطقة مركز الرقة في محافظة الرقة. بلغ عدد سكانها 846 نسمة في عام 2004 حسب إحصاء المكتب المركزي للإحصاء.